# New Westminster Bruins
Die New Westminster Bruins waren eine kanadische Eishockeymannschaft in New Westminster, British Columbia. Das Team spielte von 1971 bis 1981 und von 1983 bis 1988 in einer der drei höchsten kanadischen Junioren-Eishockeyligen, der Western Hockey League (WHL).

## Geschichte
Die Estevan Bruins aus der Western Hockey League wurden 1971 aus Estevan, Saskatchewan, nach New Westminster, British Columbia, umgesiedelt und in New Westminster Bruins umbenannt. Ihre größten Erfolge erreichte die Mannschaft Mitte der 1970er Jahre, als sie von 1975 bis 1978 vier Mal in Folge den Ed Chynoweth Cup gewannen. Als WHL-Meister qualifizierten sich die Bruins jeweils für die Teilnahme am Finalturnier um den Memorial Cup, den sie 1977 und 1978 ebenfalls gewinnen konnten. Nach zehn Jahren wurde das Franchise 1981 nach Kamloops, British Columbia umgesiedelt und nahm anschließend unter dem Namen Kamloops Junior Oilers am Spielbetrieb der WHL teil.
Im Anschluss an die Saison 1982/83 wurde das WHL-Team der Nanaimo Islanders nach New Westminster umgesiedelt. Das Franchise setzte die Historie der ersten New Westminster Bruins fort und spielten weitere fünf Jahre in der WHL, ehe sie nach Kennewick, Washington, umgesiedelt wurden, wo sie seither unter dem Namen Tri-City Americans in der WHL auflaufen.

## Ehemalige Spieler
Folgende Spieler, die für die New Westminster Bruins aktiv waren, spielten im Laufe ihrer Karriere in der National Hockey League:
- Mike Allison
- Glenn Anderson
- Stu Barnes
- Barry Beck
- Fred Berry
- Ken Berry
- Craig Berube
- Al Cameron
- Steve Clippingdale
- Ed Cooper
- Scott Daniels
- Jim Dobson
- Todd Ewen
- Link Gaetz
- Ron Greschner
- Glen Hanlon
- Lorne Henning
- Bob Hess
- Brent Hughes
- John Paul Kelly
- Darin Kimble
- Dean Kolstad
- Olaf Kölzig
- Doug Kostynski
- Kevin Krook
- Ralph Krueger (als Trainer)
- Gord Lane
- Derek Laxdal
- Gord Laxton
- Jamie Leach
- Mark Lofthouse
- Larry Lozinski
- Bernie Lukowich
- Mike MacWilliam
- Stewart Malgunas
- Don Martineau
- Brad Maxwell
- Alan May
- Jeff McLean
- Larry Melnyk
- Vic Mercredi
- Jayson More
- Glenn Mulvenna
- John Ogrodnick
- Dave Orleski
- Clayton Pachal
- Harold Phillipoff
- Bill Ranford
- Mark Recchi
- Pokey Reddick
- Terry Richardson
- Florent Robidoux
- Cliff Ronning
- Kevin Schamehorn
- Rick Shinske
- Reid Simpson
- Barry Smith
- Vern Smith
- Stan Smyl
- Ed Staniowski
- Daryl Stanley
- Bob Stumpf
- Brian Young
- Miles Zaharko
- Mike Zanier

## Team-Rekorde

### Karriererekorde
Spiele: 234  Clayton Pachal
Tore: 158  Cliff Ronning
Assists: 185  Brad Maxwell
Punkte: 333   Cliff Ronning
Strafminuten: 973  Boris Fistric